# You are/Hook Up
『You are/Hook Up』（ユーアー/フックアップ）は、日本の5人組ダンス&ボーカルグループ・ONE N' ONLYの2枚目のミニ・アルバム。2023年12月6日にSDR（スターダストレコーズ）からリリースされた。

## 背景
2023年はONE N' ONLYの結成5周年にあたり、「5 N’ 5」と題したプロジェクトのもと精力的に活動が行われた。同年5月に2ndアルバム『Departure』を発表し（オリコン12位）、秋からはグループ初の全国47都道府県ツアー「ONE N' SWAG ～Hook Up!!!!!!～」を開催するなど飛躍の年となった。そうした中で5周年イヤーを締め括る作品として企画されたのが、本作『You are/Hook Up』である。グループにとって2枚目のEPであり、前作『YOUNG BLOOD』以来約1年ぶりのEPリリースとなった。
本作は両A面EPという形態が取られ、それぞれ趣の異なる2曲がダブル表題曲となっている。「You are」はグループ史上初めてボーカルメンバー3人（TETTA、REI、EIKU）のみで歌うバラードで、「Hook Up」は対照的にラップメンバー3人（HAYATO、KENSHIN、NAOYA）がメインパートを担当する縦ノリのヒップホップ曲となった。HAYATOはインタビューで「ONE N' ONLYの音楽の2つの強み（ボーカルの表現力とラップのエネルギー）を両方活かしたEPにしたかった」と語っており、グループとして新たな挑戦と多彩さを打ち出す意図があったことを明かしている。またタイトル「Hook Up」は英語で「つながる、仲間になる」の意であり、同名の全国ツアーのテーマソングにもなっている。一方「You are」は「君への愛」をテーマに据えたラブバラードで、タイトル通りファンや大切な人への想いを歌い上げた楽曲である。
収録曲のラインナップは、新曲6曲に加えて既発曲「EVOL」と各盤ボーナストラック1曲ずつという構成になった。「EVOL」は2023年8月に配信シングルとして発表されて以降ライブで披露され続けてきたナンバーで、本EPには唯一の既存曲として収録された。メンバーは「『EVOL』はライブに欠かせない盛り上げ曲に成長した」と述べており、中毒性のあるサビのフレーズ「EVOL EVOL EVOL!」が観客の印象に強く残るキラーチューンだと自負している。また「EVOL」はラテン音楽のテイストを大胆に取り入れており、メンバーのHAYATOは「僕らが最近取り組んできたTikTokでの拡散や南米ツアーなどの活動ともリンクした楽曲」と位置付けている。
本EPには楽曲ごとに国内外の多彩なクリエイター陣が参加している。たとえば、「You are」は元GO-BANG'Sの森若香織が作詞を手がけ、アメリカ出身の音楽プロデューサーであるショーン・クロフォード (Sean Crawford) が作曲・編曲を担当した。「Hook Up」はNEXXTが作曲・編曲および作詞（共作）を務め、ラッパーのgbやMAKKAも作詞に参加している。その他、韓国のプロデューサーJUNEが「I Don’t Know」「The Light」「DEJAVU」の3曲で作詞作曲を手がけ、作曲家Ethan Augustin（「The Light」）、Nameless a.k.a N.L（「Turn it up」）、大槻マサシ（「EVOL」作曲）らが名を連ねている。楽曲のジャンルもバラエティに富んでおり、メンバーは「僕たちが今までやったことのないジャンルの曲が多く、新しい挑戦が詰まっている」と述べている。
本作のアートワークは2つの表題曲の世界観を一つに融合させたデザインとなっている。衣装面でも「You are」と「Hook Up」の対比が打ち出されており、「You are」では黒を基調としたロックでセクシーなスーツスタイル、「Hook Up」ではカラフルでヒップホップカルチャー色の強い衣装が採用された。ジャケット写真やミュージックビデオでもそのコントラストが表現されている（詳細は後述）。振付について公式からの詳細発表はないものの、楽曲の雰囲気に合わせて「You are」では感情的でダイナミックなダンスパフォーマンスが取り入れられ、「Hook Up」ではブレイクダンスやストリートダンスの要素を交えたヒップホップスタイルの振付が展開している。

## 構成
『You are / Hook Up』にはCD形態によって異なる計9曲（各盤8曲ずつ）が収録されている。以下に全収録曲を示し、各曲のクレジット（作詞・作曲・編曲者）と概要を述べる。
「You are」は、グループ初のバラード表題曲であり、ボーカルのTETTA・REI・EIKUの3名のみで歌唱されるラブソング。ロックバラード調の切ないメロディに乗せて“大切な君への愛”を力強く歌い上げており、海辺の崖の上で感情を表現する壮大なパフォーマンスが特徴となっている。
「Hook Up」は、90年代のHIP HOPを彷彿とさせるトラックに乗せ、ラップ担当のHAYATO・KENSHIN・NAOYAがメインボーカルを務めるアッパーなダンスチューン。タイトルの「Hook Up」には「つながる／仲間になる」の意味があり、2023年10月から開催された47都道府県ツアー「ONE N’ SWAG ～Hook Up!!!!!!～」のテーマソングにも起用された。縦ノリで盛り上がれるサウンドとファン（SWAG）との一体感が重視された楽曲で、サビでは観客も参加できるコール＆レスポンスが用意されている。
「I Don’t Know」は、疾走感のあるアップテンポな曲調にレトロなサウンドアレンジを施したナンバーで、大人世代にはどこか懐かしさを感じさせる雰囲気を持つ。歌詞は「終わってしまいそうな恋を取り戻したい」という内容であり、切迫感のある想いとスピード感あふれるサウンドがマッチしている。メンバーにも人気の一曲で、「パフォーマンスするのが楽しみ」と語られた。
「Turn it up」は、クラブテイストの強いダンスチューンで、重厚なビートとエレクトロサウンドが特徴。歌詞にはパーティーを盛り上げるポジティブなメッセージが込められており、ライブでは観客と一緒にジャンプして楽しめるような一体感重視の構成になっている。ラップとボーカルが掛け合いで進行し、グループのエネルギッシュな一面を体現する曲である。
「The Light」は、未来への希望を歌ったミディアム・ナンバーで、「かすかに見える未来への光（新たな可能性）を自分で掴み取る」という前向きなメッセージが込められている。TETTAの透明感あるハイトーンボイスで静かに始まり、サビにかけて一気に力強さを増していくメリハリのある構成が魅力。緊張感のあるAメロからサビで解放に向かう展開が「ライブ映えしそうだ」とメンバーも評価している。
「EVOL」は、タイトルは「LOVE（愛）」を逆から綴ったもので、その名の通り愛をテーマにしつつ中毒性のあるフレーズが癖になるダンスナンバーとなっている。ラテン音楽の要素を取り入れたリズミカルなビートと力強いラップが融合し、サビで繰り返される《EVOL, EVOL, EVOL!》のシャウトが印象的。2023年8月にデジタルシングルとして発表されて以降、グループのライブでは定番の盛り上げ曲となっており、ライブ後半のエンジンをかける一曲として欠かせない存在になっている。
「DEJAVU」は、幻想的な雰囲気を持つR&B調の曲で、タイトルの「DEJAVU」（デジャブ）というフレーズがキーワードになっている。レコーディングではこの「DEJAVU」という一言にメンバーが徹底的にこだわり、何テイクも録音を重ねてニュアンスを追求したという。TETTAは「『デ、ジャ、ブ』と3つに区切って様々なパターンを録り、一つひとつに想いを注いだ」と述べており、そのこだわりの成果が楽曲に表れている。囁くような色っぽいボーカルとミステリアスなトラックが融合し、これまでにない新機軸の一曲となった。
「Nice Guy」は、軽快でポップな曲調が特徴の「かわいらしい」雰囲気の楽曲で、メンバーも「これまでのワンエンにはなかったタイプの曲」と口を揃える。キャッチーなメロディーと明るいサウンドには90年代J-POPを思わせるテイストも感じられ、タイトルの「ナイスガイ（Nice Guy）」という英語フレーズは世界的に通じるポジティブな響きを持つことから、グローバル展開も意識したとされる。REIは「いい意味でONE N' ONLYらしくないアイドルソング寄りの曲」と評しており、新鮮味のある可愛らしい一面を打ち出したナンバーとなっている。
「Colorful」は、電子的でコミカルな音色を用いた面白い曲で、メンバーのEIKUはデモを聴いた際に「何だこれは！？」と驚いたという。ボーカロイド風とも形容される独特のサウンドで、スマートフォンアプリの効果音のようなポップなシンセが印象的である。歌詞の内容は「ありふれた日常の中にあるキラキラ（輝き）を表現した曲」で、聴く人を笑顔にするポジティブな世界観となっている。レコーディングではあまり深く考えすぎず、ロボットになったつもりで一定のリズムで歌うというユニークなアプローチが取られたといい、EIKUは「波立たずに平泳ぎしているようなイメージで、今までと全く違う歌い方に挑戦した」と語っている。

## リリース

### 発売
2023年12月6日。発売形態は初回限定盤（CD+Blu-ray）と通常盤（CD）の2種類で、収録内容と価格が異なる。初回限定盤（品番: ZXRC-2103）はCDに加えてBlu-rayが付属し、税込8,250円で発売された。Blu-rayには2023年5月に行われたワンマンライブ「ONE N’ LIVE 2023 ～Departure～」東京国際フォーラム公演の映像やツアーメドレー映像などが収録されている。一方、通常盤（品番: ZXRC-2104）はCDのみで税込2,750円と手に取りやすい価格設定となっている。各盤のCD収録曲数は8曲だが、初回盤には「Nice Guy」、通常盤には「Colorful」と盤ごとに異なるボーナストラックが収録されており、両盤あわせて計9曲が発表された。

### 販売チャネル
全国のCDショップ、オンラインストア、コンサート会場等で販売された。特にタワーレコード、HMV、TSUTAYAなど主要CDショップでは店舗別の先着購入特典が用意され、HMVでは限定トレーディングカード（HMV ver. 全7種）、タワーレコードでは限定トレーディングカード（Tower ver. 全7種）、TSUTAYAでも限定トレーディングカード（TSUTAYA ver. 全7種）がそれぞれ配布された。またAmazon.co.jpと楽天ブックスでは各サイト限定の集合アーティスト写真ポストカードが特典となり、レーベル直営のビクターオンラインストアでは初回盤購入者を対象にメンバー別直筆サイン入りB3ポスター（ソロショット全6種から選択）という特典が用意された。

### 配信解禁
CD発売と同日の2023年12月6日より、本EP収録曲のデジタル配信およびストリーミング配信が各音楽サービスで開始された。SpotifyやApple Musicなど主要プラットフォームで配信され、海外のリスナーにも楽曲が届けられた。なお、リリースに先行して同年12月5日には表題曲「Hook Up」の先行ストリーミングとミュージックビデオ公開が行われている（後述）。一方の「You are」はCD発売後の12月19日にMV公開されたが、楽曲音源自体はCD発売日から各種配信で聴取可能となっていた。

### リリースイベント
本EPの発売を記念し、2023年10月から12月にかけて各地で多数のリリースイベント（ミニライブ&特典会）が開催された。10月22日の愛知・プライムツリー赤池を皮切りに、11月26日には静岡・ららぽーと磐田、12月3日には埼玉・越谷レイクタウン、発売日当日の12月6日には東京・池袋サンシャインシティ噴水広場など、ショッピングモールやイベントスペースでフリー観覧可能なミニライブが行われた。イベントでは表題曲「Hook Up」や既発の人気曲「Category」「Shut Up! BREAKER」等が披露され、CD購入者を対象にしたハイタッチ会やメンバー別ポストカードお渡し会といった特典会も実施された。地方開催も積極的に行われ、関西圏では12月10日に大阪・セブンパーク天美でイベントが行われ大勢のファンが詰めかけた。

## ミュージック・ビデオ

### Hook Up
2023年12月5日、「Hook Up」のMVがYouTube上で公開された。MVの舞台はストリート（街角）で、ラップ、グラフィティ（落書きアート）、スケートボード、ブレイクダンスなど90年代のHIP HOPカルチャーをオマージュした演出が随所に盛り込まれている。メンバーはカラフルなストリートファッションに身を包み、力強いラップとダンスパフォーマンスを披露した。映像には壁いっぱいのグラフィティアートや古着風の衣装、自転車BMXやスケートボードのアクションなどが登場し、当時のヒップホップシーンの雰囲気を現代に再現している。監督名は公式には公表されていないが、映像後半でメンバー全員が集結しサビで一体となって踊るシーンは特に迫力があり、ファンから「まるで海外のヒップホップMVのようだ」と評された。公開後1日でYouTube急上昇ランクに入り、公開1か月で再生回数は100万回を超える勢いを見せた（2024年1月時点）。なお、「Hook Up」MVの公開翌日がCD発売日というタイミングもあり、MVの最後にはEPリリース告知のテロップが挿入されている。

### You are
「You are」のMVはCD発売後の2023年12月19日にYouTubeで公開された。映像のコンセプトは楽曲の世界観に合わせたシネマティックなラブストーリーで、メンバー6人が海岸沿いの崖の上で歌唱・パフォーマンスするシーンが印象的である。メンバーはジャケットスタイルのスーツ衣装に身を固め、強風の吹き付ける断崖で「君への愛」を熱唱する。夕暮れの空と大海原を背景に、それぞれのメンバーが愛する人への想いを表現するソロカットも挿入され、バラード曲ならではのドラマ性が演出された。特に3人のボーカリスト（TETTA、REI、EIKU）の表情と歌唱にフォーカスしたシーンが多く、感情を込めたハーモニーと力強い高音が視聴者の心を打つ。撮影は関東近郊の海岸ロケ地で行われ、冬の寒風吹きすさぶ中での撮影となったが、その過酷な環境がかえって映像にリアルな緊張感を与えている。公開後、ファンからは「ロケーションが美しく、6人の紳士的な姿が最高」「歌声に鳥肌が立った」といった好評のコメントがSNS上に数多く寄せられた。
両表題曲以外にも、本EP収録曲に関連する映像コンテンツが制作されている。2024年1月には「You are」のダンスプラクティスビデオ（練習風景を収めた固定カメラ映像）が公開され、楽曲の振付全容が明らかになった。この映像では黒衣装の6人がフォーメーションダンスを一発撮りで披露し、特に中盤の間奏部分でHAYATO・KENSHIN・NAOYAのラップチームが高度なダンスブレイクを見せる構成が「圧巻でドラマチック」と評された。また同じく公式YouTubeでは、クリスマスソング「Freaking Happy」（先行配信曲）や「Hook Up」のダンスプラクティスビデオも順次公開され、衣装や振付の異なる3本の映像でグループの多彩な表現力が話題となった。

## 収録曲
| #         | タイトル         | 作詞                  | 作曲                 | 編曲                 | 時間  |
| --------- | ---------------- | --------------------- | -------------------- | -------------------- | ----- |
| 1.        | 「You are」      | 森若香織              | Sean Crawford        | Sean Crawford        | 4:28  |
| 2.        | 「Hook Up」      | gb, MAKKA, NEXXT      | NEXXT                | NEXXT                | 3:06  |
| 3.        | 「I Don't Know」 | JUNE                  | JUNE                 | JUNE                 | 3:52  |
| 4.        | 「Turn it up」   | CHILLCAT THE BASTET   | Nameless a.k.a N.L   | Nameless a.k.a N.L   | 3:14  |
| 5.        | 「The Light」    | JUNE                  | Ethan Augustin, JUNE | Ethan Augustin, JUNE | 3:19  |
| 6.        | 「EVOL」         | IMAIZUMI KEIKO, Jalow | Masashi Ohtsuki      | Bedroom Cinemas      | 2:30  |
| 7.        | 「DEJAVU」       | JUNE                  | JUNE                 | JUNE                 | 3:24  |
| 8.        | 「Nice Guy」     | ZIN                   | ZIN                  | ZIN                  | 3:22  |
| 合計時間: | 合計時間:        | 合計時間:             | 合計時間:            | 合計時間:            | 27:15 |

| #   | タイトル | 作詞 | 作曲・編曲 |
| --- | --- | ---- | ---------- |
| 1.  | 「We'll rise again」 |      |            |
| 2.  | 「What's Your Favorite?」 |      |            |
| 3.  | 「Departure」 |      |            |
| 4.  | 「OPEN」 |      |            |
| 5.  | 「Reflection」 |      |            |
| 6.  | 「YOUNG BLOOD」 |      |            |
| 7.  | 「Departure Tour 2023 Dance Section」 |      |            |
| 8.  | 「Get That」 |      |            |
| 9.  | 「メドレー I'M SWAG / Dark Knight / Category / Don't worry / Departure Tour 2023 Rap Section / Shut Up! BREAKER / Video Chat / We Just Don't Care」 |      |            |
| 10. | 「YOU???」 |      |            |
| 11. | 「GIFT」 |      |            |
| 12. | 「HOLIDAY」 |      |            |
| 13. | 「Step Up」 |      |            |
| 14. | 「Last Forever」 |      |            |
| 15. | 「My Love」 |      |            |
| 16. | 「10,000miles」 |      |            |
| 17. | 「Call me」 |      |            |

| #         | タイトル         | 作詞                  | 作曲                 | 編曲                 | 時間  |
| --------- | ---------------- | --------------------- | -------------------- | -------------------- | ----- |
| 1.        | 「You are」      | 森若香織              | Sean Crawford        | Sean Crawford        | 4:28  |
| 2.        | 「Hook Up」      | gb, MAKKA, NEXXT      | NEXXT                | NEXXT                | 3:06  |
| 3.        | 「I Don't Know」 | JUNE                  | JUNE                 | JUNE                 | 3:52  |
| 4.        | 「Turn it up」   | CHILLCAT THE BASTET   | Nameless a.k.a N.L   | Nameless a.k.a N.L   | 3:14  |
| 5.        | 「The Light」    | JUNE                  | Ethan Augustin, JUNE | Ethan Augustin, JUNE | 3:19  |
| 6.        | 「EVOL」         | IMAIZUMI KEIKO, Jalow | Masashi Ohtsuki      | Bedroom Cinemas      | 2:30  |
| 7.        | 「DEJAVU」       | JUNE                  | JUNE                 | JUNE                 | 3:24  |
| 8.        | 「Colorful」     | 堀下さゆり            | Umuya Aneta          | Umuya Aneta          | 2:58  |
| 合計時間: | 合計時間:        | 合計時間:             | 合計時間:            | 合計時間:            | 26:51 |

## 批評とチャート成績
本EP『You are/Hook Up』はリリース直後からファンや音楽メディアから概ね好意的な評価を受けた。音楽ナタリーは特集インタビューの中で「5年分の愛と感謝を届ける唯一無二の1枚」と本作を位置付け、ボーカル曲とラップ曲という対照的な表題曲によってONE N' ONLYの二面性を存分に味わえる作品だと評した。また、タワーレコードの紹介コメントでは「新譜8曲が詰め込まれた聴きごたえたっぷりの新作」とされ、バラードとヒップホップという両極のタイトル曲がグループの表現の幅を示していると紹介された。モデルプレスやエンタメニュースサイトでも、「ONE N' ONLYが満を持して放つ両A面EP」「ボーカル組とラップ組それぞれの魅力が際立つ構成」といった見出しで本作の特徴が伝えられた。
ファンの間では、しっとりしたバラード「You are」で新境地を見せたことや、ライブ映えする「Hook Up」で盛り上がれることが話題となり、SNS上で「ワンエン史上最高傑作！」「振り幅が凄いEP」といった声が上がった。特に「You are」に関しては「歌唱力が際立っていて感動した」「歌詞に泣かされた」という感想が多く、ミュージックビデオの公開時にはYouTubeコメント欄が絶賛の言葉で埋まった。また「Hook Up」は先行公開されたMVのインパクトも手伝って「つい真似して踊りたくなる」「ファンとメンバーが繋がれる最高のアンセム」と評価され、TikTokではサビの振付チャレンジ動画が多数投稿されるなどヒット現象が見られた。
売上面では、前述の通り本作はオリコンチャートで好成績を収めた。2023年12月18日付のオリコン週間アルバムランキングで初登場4位を記録し、初週売上は約3.0万枚に達した。この数字はグループにとって当時自己最高の初週売上であり、翌年2024年10月にリリースされた3rd EP『Fiesta』が初週3.4万枚・1位を獲得するまで最高記録となった。また、CDとデジタルを合算したオリコン週間合算アルバムランキングや、Billboard Japanの各種チャートにもランクインし、Billboard Japan総合アルバムチャート「Hot Albums」では初登場でトップ10入りを果たしている。さらにBillboard Japanのアルバムセールス部門においても上位にランクし、音楽関係者からは「着実にファンベースを拡大している証」と評価された。
リリース後のメディアレビューでも、本EPの楽曲クオリティやバラエティの豊かさが評価ポイントとなった。音楽誌のレビューでは「バラードとヒップホップ、二面性の同居がアルバムに深みを与えている」「5周年を経て成熟味を増したボーカルとパフォーマンスが光る」と評され、特に「You are」のボーカルワークや「EVOL」のキレのあるダンスビートが高評価を得た。一方で、アイドル的な可愛さを前面に出した「Nice Guy」やボカロ風サウンドの「Colorful」についても「従来の路線に留まらない意欲作」「新鮮で楽しい試み」と好意的に捉えられた。総じて、本作『You are / Hook Up』はONE N' ONLYの新たな魅力を引き出した意欲作であり、商業的にもグループの躍進を示す結果となったと言える。